# Teunokis naturreservat
Teunokis naturreservat är ett naturreservat i Jokkmokks kommun i Norrbottens län.
Området är naturskyddat sedan 2019 och är 435 hektar stort. Reservatet områden kring Voullarebäcken och består av våtmarker och gammal naturskog av främst tall.  